# Uranophora subflavescens
Uranophora subflavescens är en fjärilsart som beskrevs av William James Kaye 1911. Uranophora subflavescens ingår i släktet Uranophora och familjen björnspinnare. Inga underarter finns listade i Catalogue of Life.